# 荒井祭里
荒井 祭里（あらい まつり、2001年1月18日 - ）は、日本の元飛込競技選手。兵庫県伊丹市出身。身長150cm、体重39kg。出身校は荻野小学校 荒牧中学校 甲子園学院高等学校卒業。武庫川女子大学在学中。

## 経歴
三人姉妹の次女として生まれる。小学1年生から飛び込みを始める。JSS宝塚スイミングスクールで先輩の寺内健や馬淵優佳、板橋美波らとともに練習を重ねる。
高校時代は高校総体で高飛び込みを3連覇。日本選手権では2015年と2016年の10mシンクロ高飛込で佐々木那奈と組んで優勝し、2017年と2018年は10m高飛び込みで2年連続で優勝を果たした。
2018年ジャカルタアジア大会では、10m高飛び込みで5位、板橋と組んだシンクロ高飛び込みで4位に入った。
2019年光州世界選手権では10m高飛び込みで9位に入り2020年東京オリンピックの出場枠を獲得し、初めての五輪代表に決まった。
2020年東京オリンピックでは、女子シンクロ高飛び込みに板橋美波とともに出場し6位となった。また女子高飛び込みでは予選で268.80点の22位となり、上位18人による準決勝には進めなかった。
2024年パリオリンピックの飛込競技女子高飛び込みでは、準決勝を8位で通過し、決勝では合計点314.45で9位だった。
2025年2月8日、インスタグラムで現役引退を表明した。